# 高懿屏
高懿屏（1976年—），祖籍上海，出生于江苏常州，象棋棋手、女子世界冠军。丈夫为“台湾棋王”吴贵临。

## 生平
高懿屏出生于常州。10岁起学习象棋，师从常州棋手李璧愚、徐乃基。1991年加入江苏省象棋队。1995年获全国象棋个人赛女子第六名。1996年在全国个人赛中夺冠，并由此晋升为女子特级大师。
在赢得全国冠军的同一年，高懿屏与“台湾棋王”吴贵临结婚。后获台湾“福兴杯”冠军，并被授予台湾象棋五段称号。1997年，代表中国出战第五届世界象棋锦标赛的高懿屏获女子个人亚军。2000年，定居台湾的她代表中华台北出战亚洲象棋锦标赛并夺得女子个人冠军。2001年，她在澳门举办的第七届世界象棋锦标赛中与王琳娜并列冠军。她也因此与王琳娜一起成为继胡明之后又一位拥有世界、亚洲、全国锦标赛所有冠军头衔“大满贯”的女棋手。此后，她还曾获得过2003年、2005年世锦赛亚军，2004年、2006年亚锦赛亚军，2007年世锦赛季军，2010年亞洲運動會象棋比賽季军等。
2004年，吴贵临、高懿屏夫妻成为高雄市体育会象棋委员会负责人。同时，他们在高雄创办了太子哈佛象棋学院，致力于推广象棋运动。